# Bíkovo (Novossibirsk)
|  | Per a altres significats, vegeu «Bíkovo». |

Bíkovo (en rus: Быково) és un poble de l'óblast de Novossibirsk, a Rússia, que en el cens del 2010 tenia 325 habitants, pertany al districte de Novossibirsk.